# Slaviša Đukanović
Slaviša Đukanović, né le 3 mai 1979 à Belgrade en Yougoslavie, est un ancien handballeur serbe. Il joue au poste de Gardien de but.

## Biographie
Après avoir commencé le handball au poste d'ailier gauche puis de gardien de but dans le club de son enfance à Baric à quelques kilomètres de Belgrade, Slaviša Đukanović part ensuite vers le Stari Grad de Belgrade, avant de changer de club chaque année : le Šamot Aranđelovac, le RK Proleter Zrenjanin et enfin l'Epoksid Priboj. Mais en Yougoslavie à cette époque, il n'y a pas toujours de contrat ou de salaire. On lui propose alors un essai au Cavigal Nice qui s'est révélé concluant et rejoint donc la France... sans sa femme enceinte contrainte de rester au pays pour raisons administratives. Il rejoint ensuite en 2004 le SMV Porte Normande, où il est élu meilleur gardien de 2e division en 2005-2006 et contribue au titre de Championnat de France de D2. Toutefois, c'est avec Villeurbanne, également promu cette saison-là, qu'il est censé découvrir l'élite du handball français, mais le club ne parvient finalement pas à boucler son budget à quelques semaines du début de saison et Đukanović doit alors trouver un club en urgence. Il passe alors la saison 2006-2007 avec les Girondins de Bordeaux HBC.
En 2007, il prend la direction du Saint-Raphaël VHB, club ambitieux qui vient d'accéder à l'élite. Il y retrouve Christian Gaudin, l'ancien champion du monde avec les Barjots, qu'il avait connu lors de son passage à Nice. Aux côtés de Josef "Pepa" Kučerka et de Yohann Ploquin, il s'impose comme une valeur sûre du championnat de France, étant notamment élu meilleur joueur du mois de septembre 2013.
Avec l'équipe nationale de Serbie, ces relations sont plus compliquées. Sélectionné pour le Championnat d'Europe 2014, il reste en tribune la majeure partie du temps et ne joue que quelques minutes lors du dernier match face à la France. Puis à nouveau sélectionné à l'occasion du Championnat d'Europe 2016, il quitte sa sélection en cours de compétition.
Après dix saisons au Saint-Raphaël VHB, libre de tout engagement, il prend la direction en 2017 du Pays d'Aix UCH. Le 31 octobre 2017, il est victime d’un arrêt cardiaque lors de la séance d’étirements qui clôturait le premier entraînement de la semaine. Transporté de toute urgence à l’hôpital, il est placé dans un coma artificiel, son état étant jugé préoccupant. Deux jours plus tard, il est sorti du coma dans lequel les médecins l'avaient volontairement plongé et a même pu suivre le soir même la retransmission de la rencontre opposant son club au Montpellier Handball. Il est alors contraint d'arrêter le sport de haut niveau.

## Palmarès

### En club
- Vainqueur du Championnat de France de Division 2 en 2006
- 2e du Championnat de France en 2016
  - 3e en 2012 et 2015.
- Finaliste de la Coupe de la Ligue : 2010, 2012 et 2014.
- Finaliste du Trophée des champions : 2015

### En équipe nationale
- 13e place au Championnat d'Europe 2014 au Danemark
- 15e place au Championnat d'Europe 2016 en Pologne

### Distinctions individuelles
- Élu meilleur gardien de Division 2 en 2005-2006

## Galerie

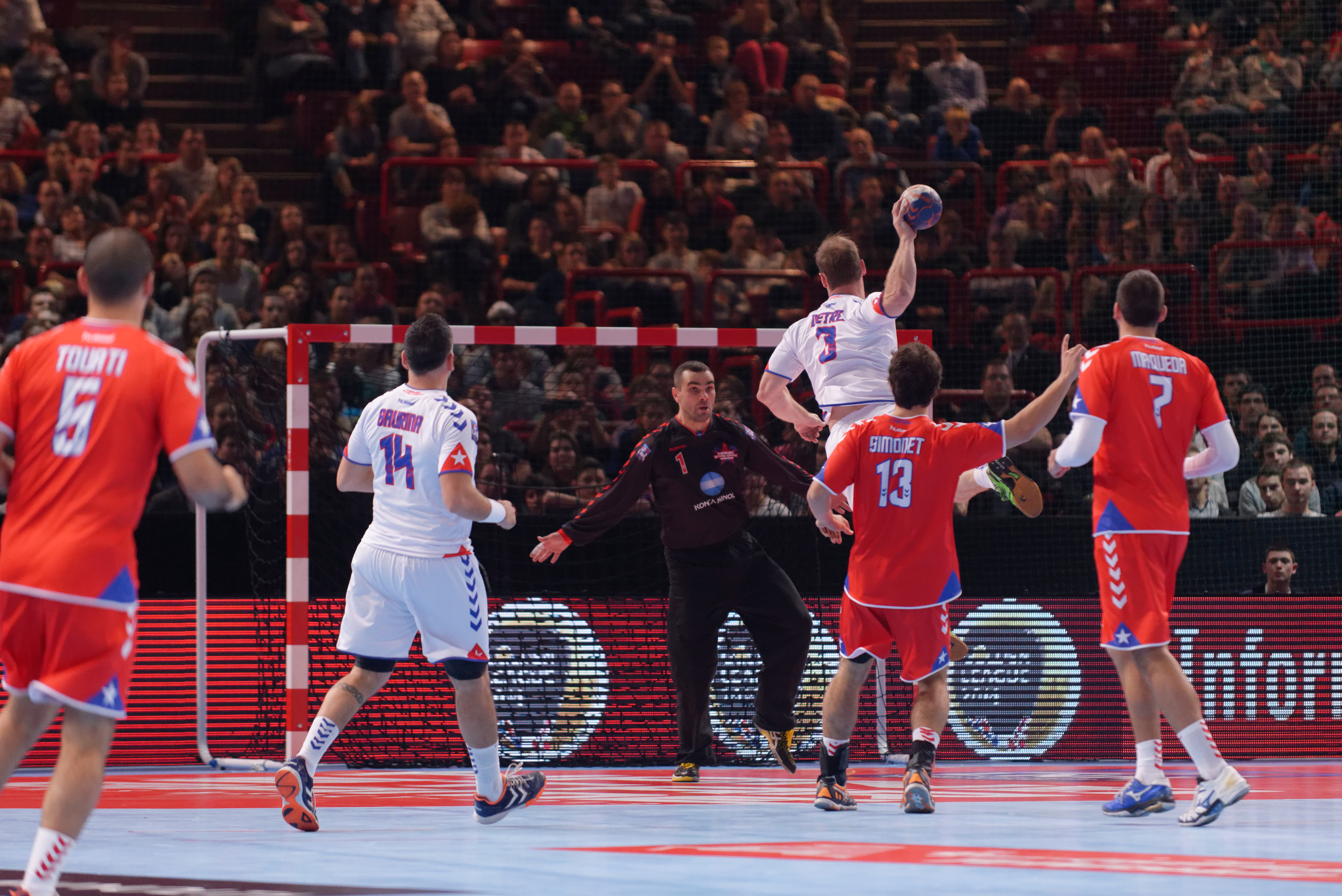
Lors du Hand Star Game, le 7 décembre 2013.
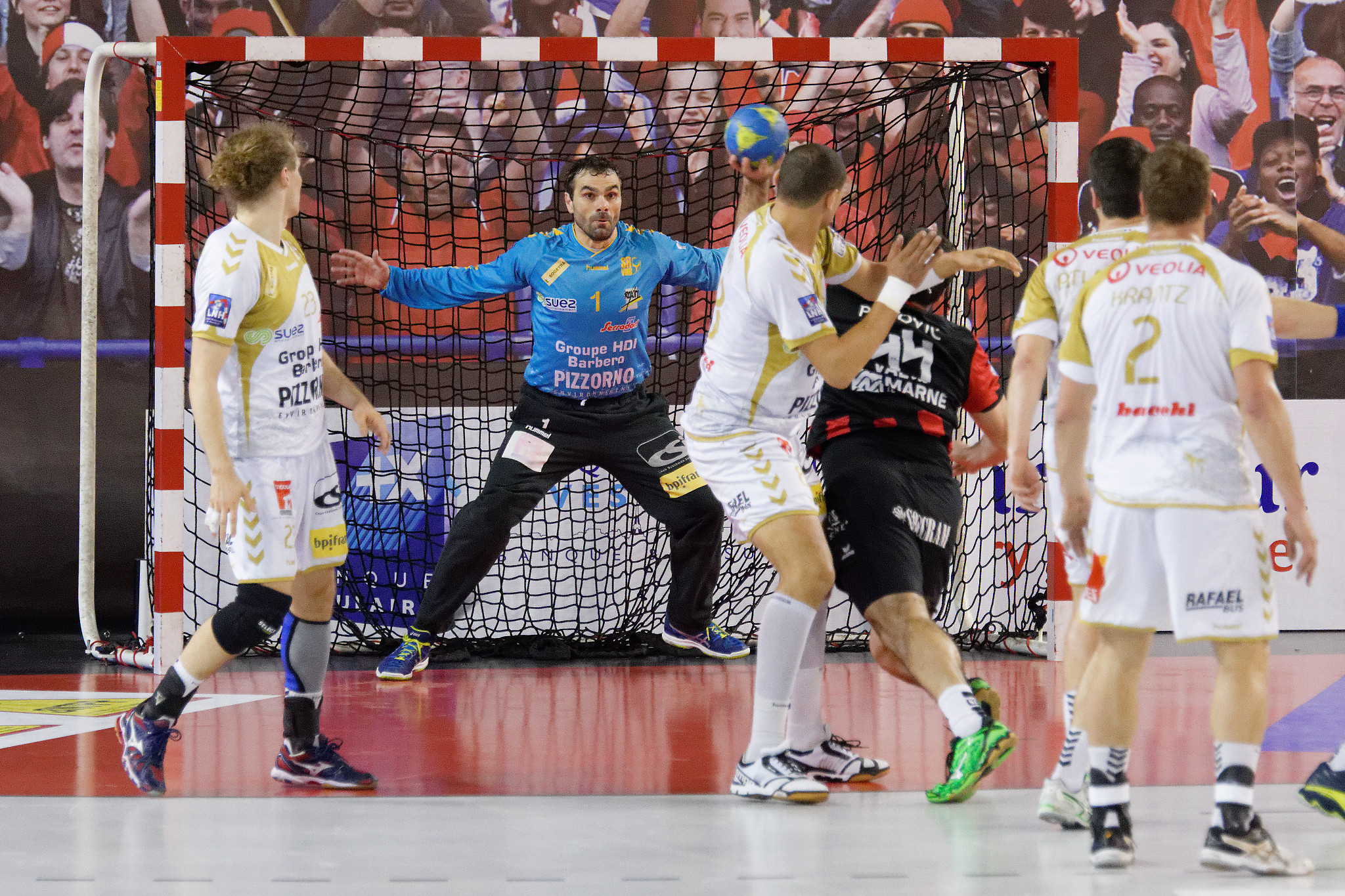
Le 23 mars 2016
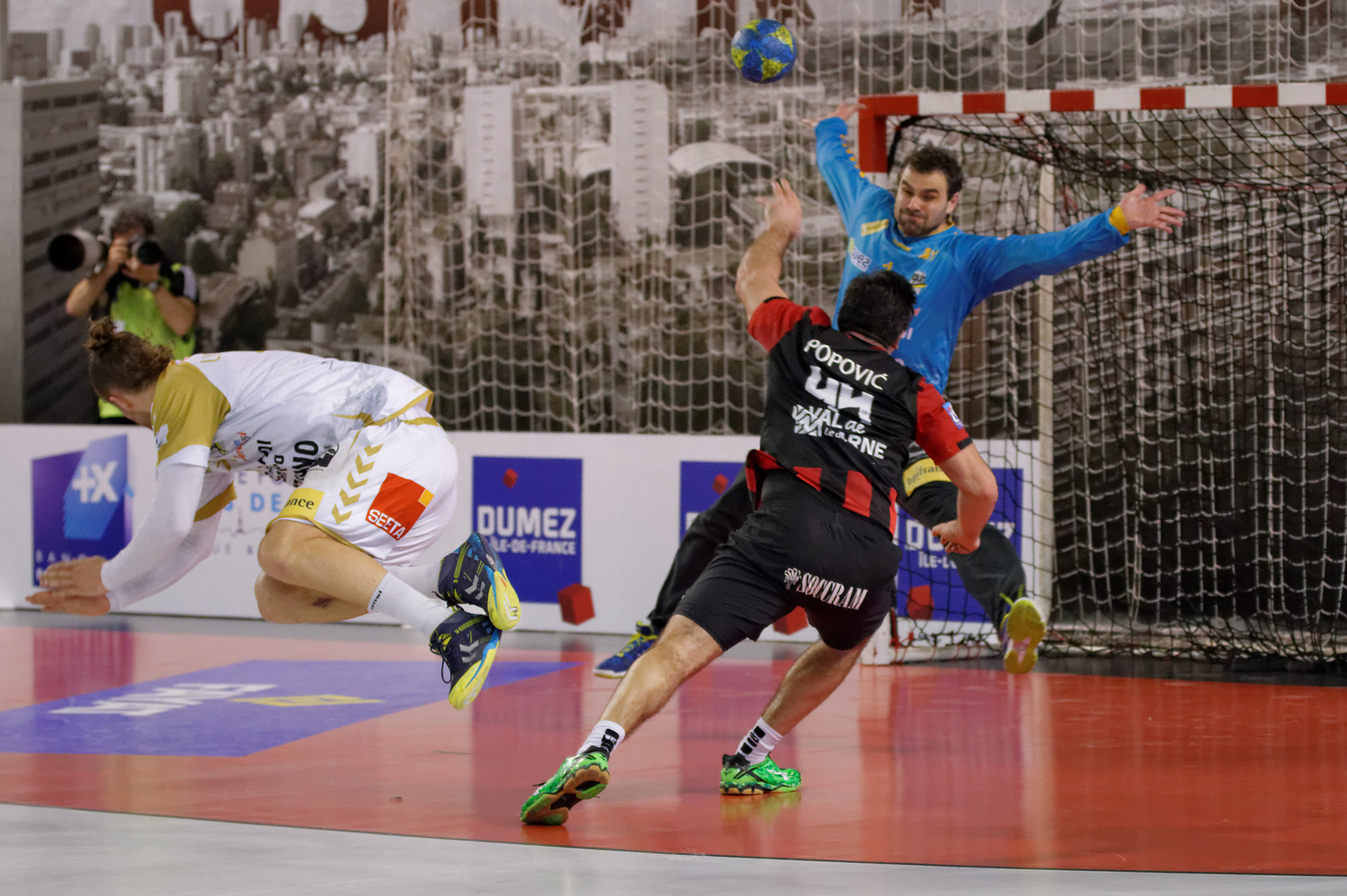
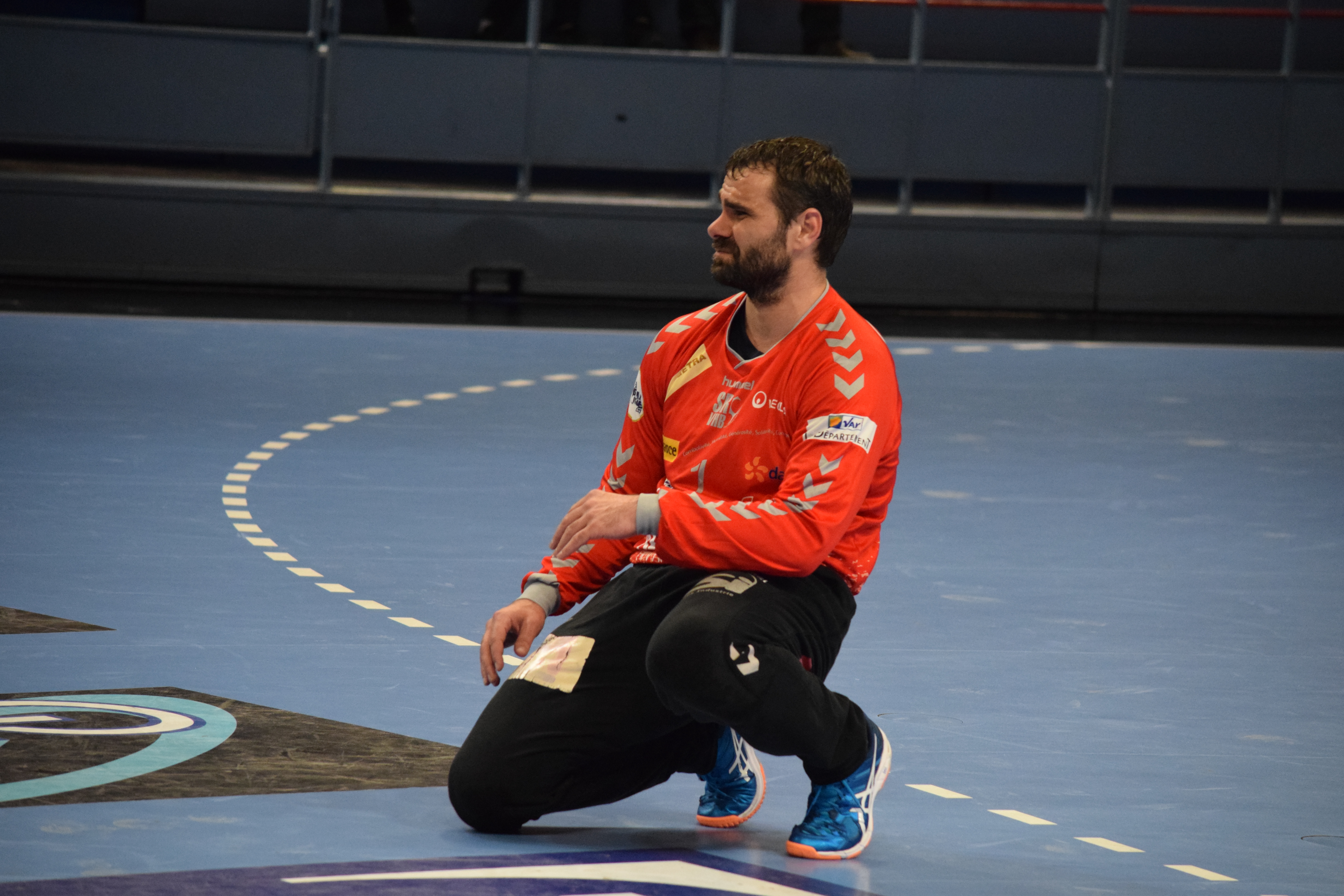
Le 19 avril 2017